# MODY
Il MODY (maturity onset diabetes of the young, ossia diabete giovanile a insorgenza nell'adulto) è una forma monogenica di diabete mellito dovuto a difetti genetici delle cellule β delle isole di Langerhans del pancreas.

## Descrizione
Il MODY è un modello di ridotta secrezione insulinica ad ereditarietà autosomica dominante monogenica; può manifestarsi fin dalla prima infanzia anche se la sua incidenza è maggiore durante l'adolescenza. MODY è causato dal cambiamento di un singolo gene e sei sono i geni identificati. La mutazione o cambiamento di uno di questi 6 geni differenti conducono a diversi tipi di MODY. 
I geni che causano le varie forme di MODY sono:
- mutazione del gene che codifica per la glucochinasi che provoca una forma lieve di diabete, la quale non necessita dell'uso dei farmaci (MODY 2). La glucochinasi è presente in maggiori concentrazioni nelle cellule β del pancreas e nel fegato, catalizza il trasferimento di un gruppo fosfato dall'ATP al glucosio generando glucosio-6-fosfato. Questa reazione è il primo punto di stop nel metabolismo del glucosio (glicolisi). In definitiva la glucochinasi funziona come un sensore di glucosio nelle cellule β del pancreas. Gli altri 5 geni codificano per fattori di trascrizione e sono situati nel nucleo della cellula β e regolano la trascrizione del gene dell'insulina e dei geni che codificano per gli enzimi coinvolti nel trasporto e nel metabolismo del glucosio.
- mutazione del fattore nucleare epatocitico α4 (MODY 1);
- mutazione del fattore nucleare epatocitico α1 (MODY 3);
- mutazione del fattore nucleare epatocitico β (MODY 5);
- mutazione del fattore 1 promotore insulinico (MODY 4);
- mutazione del fattore di trascrizione nucleare neuro D1 o β2 (MODY 6).

I MODY 5-6 sono le forme più gravi.
| Tipo   | Gene - Cromosoma          | Sintomatologia                                       | Trattamento                           | Note                                                                                                   |
| ------ | ------------------------- | ---------------------------------------------------- | ------------------------------------- | --- |
| MODY 1 | HNF 4α - 20q12-q13.1      | *                                                    | Ipoglicemizzanti orali e insulina     | Età di insorgenza 15-25 anni                                                                           |
| MODY 2 | Glucochinasi - 7p15-p13   | *                                                    | Dieta equilibrata ed esercizio fisico | Costituisce la forma più benigna possibile.                                                            |
| MODY 3 | HNF 1α - 12q24.2          | Retinopatia, microalbuminuria, complicanze cardiache | Ipoglicemizzanti orali                | Fra le varie forme di Mody è la più comune.                                                            |
| MODY 4 | IPF-1 13q12.1             | *                                                    | Ipoglicemizzanti orali e insulina     | Raramente collegata al diabete in età neonatale.                                                       |
| MODY 5 | HNF 1β - 17cen-q12        | Complicanze a livello renale                         | Insulina                              | Causa una malformazione nelle cellule epiteliali pancreatiche che si riscontra durante l'organogenesi. |
| MODY 6 | NeuroD1 chiamato anche β2 | *                                                    | Insulina                              | * |

## Clinica

### Segni e sintomi
La più comune presentazione clinica del MODY è una modesta, asintomatica iperglicemia: >7 mmol (126 mg/dL) e <10 mmol (180 mg/dL) in un bambino non obeso con una storia familiare di diabete. 
Secondo i dati più recenti il MODY costituisce 1-5% di tutti i casi di diabete negli Stati Uniti e negli altri paesi industrializzati. 
Diverse caratteristiche cliniche distinguono i pazienti affetti da MODY dai pazienti affetti da diabete di tipo 2:
- notevole storia familiare di diabete nelle tre generazioni;
- presentazione clinica in giovane età;
- assenza di obesità.